# Kraji svetovne dediščine v Etiopiji
Svetovna dediščina Organizacije Združenih narodov za izobraževanje, znanost in kulturo (UNESCO) je pomembna za kulturno ali naravno dediščino, kot je opisano v Unescovi konvenciji o svetovni dediščini, ustanovljeni leta 1972. Kulturno dediščino sestavljajo spomeniki (kot so arhitekturna dela, monumentalne skulpture ali napisi), skupine zgradb in najdišča (vključno z arheološkimi najdišči). Naravne značilnosti (ki jih sestavljajo fizične in biološke tvorbe), geološke in fiziografske tvorbe (vključno s habitati ogroženih vrst živali in rastlin) ter naravna območja, ki so pomembna z vidika znanosti, ohranjanja ali naravne lepote, so opredeljena kot naravna dediščina. Etiopija je konvencijo sprejela 6. julija 1977. V Etiopiji je 11 območij svetovne dediščine, nadaljnjih sedem pa je na poskusnem seznamu.
Prvi dve mesti v Etiopiji, ki sta bili dodani na seznam, sta bili v Skalne cerkve v Lalibeli in narodni park Simien, obe na drugem zasedanju Odbora za svetovno dediščino leta 1978 v Washingtonu, D.C.. Najnovejši navedeni območji sta bila kulturna krajina Gedeo in narodni park Bale, leta 2023. Pogorje Simien in Bale sta naravni vrednoti, medtem ko je ostalih devet lokacij navedenih zaradi njihovega kulturnega pomena. Leta 1996 je bil Simien uvrščen na seznam ogroženih zaradi vpliva nove ceste čez park, prekomerne paše goveda, kmetijskih posegov in padca števila populacij velikih sesalcev. Po izboljšavah upravljanja in okrevanju živalskih skupnosti je bilo območje leta 2017 umaknjeno s seznama ogroženih. Etiopija je bila članica Odbora za svetovno dediščino dvakrat: 2009–2013 in 2019–2023.

## Kraji svetovne dediščine
Unesco navaja območja po desetih merilih; vsaka prijava mora izpolnjevati vsaj enega od kriterijev. Kriteriji od i do vi so kulturni, od vii do x pa naravni.
| Ime                                    | Slika                                                                                           | Lega (regija)                       | Leto vpisa | Kriteriji                        | Opis |
| -------------------------------------- | ----------------------------------------------------------------------------------------------- | ----------------------------------- | ---------- | -------------------------------- | --- |
| Narodni park Simien                    | Gorska pokrajina z globokimi prepadi                                                            | Amhara                              | 1978       | 9; vii, x (naravna)              | Skozi milijone let je erozija oblikovala Etiopsko višavje v pokrajino nazobčanih gorskih vrhov, globokih dolin in ostrih prepadov. Območje je žarišče biotske raznovrstnosti in dom ogroženih vrst, kot so etiopski kozorog, dželada in etiopski volk. Med letoma 1996 in 2017 je bilo območje uvrščeno na seznam ogroženih zaradi vpliva nove ceste čez posestvo, prekomerne paše goveda, kmetijskih posegov in padca števila populacij velikih sesalcev.                                                |
| V skalo vklesane cerkve, Lalibela      | A picture of a pink-coloured building intact inside of a large, square hole                     | Amhara                              | 1978       | 18; i, iii (kulturno)            | Enajst cerkva je bilo v 13. stoletju, pod kraljem Gebre Meskel Lalibela, izklesanih iz monolitnih blokov, da bi nadomestili kraje v Sveti deželi v času, ko romanja tja niso bila mogoča. Imeli so pomemben vpliv na etiopsko Cerkev in so še vedno v uporabi, čeprav so bile skozi stoletja poškodovane. Več cerkva ima notranje stene okrašene s poslikavami. V bližini je vas s tradicionalnimi hišami. Na sliki je cerkev sv. Jurija.                                                                 |
| Trdnjava Fasil Gebi v pokrajini Gondar | A picture of a four-storey stone castle surrounded by a grassy lawn and four cylindrical towers | Amhara                              | 1979       | 19; ii, iii (kulturno)           | Etiopsko cesarstvo ni imelo stalnega glavnega mesta, dokler se cesar Fasilides ni naselil v Gondar leta 1636. Kompleks palače je služil kot rezidenca monarhov do leta 1864. Sestavlja ga kraljevi grad (na sliki), več palač, cerkva, samostanov in drugih stavb. Na arhitekturni slog je vplivala hindujska in arabska arhitektura, pozneje pa so ga preoblikovali v evropski baročni slog, ki so ga prinesli jezuitski misijonarji                                                                     |
| Ruševine mesta Aksum                   | A large carved obelisk standing upright                                                         | Tigraj                              | 1980       | 15; i, iv (kulturno)             | Aksum je bil glavno mesto pomembnega istoimenskega kraljestva, ki je bilo v 1. tisočletju na stičišču med Afriko, Azijo in grško-rimskim svetom. Kraljestvo je nadzorovalo trgovske poti v Rdečem morju in s severno Afriko. V 4. stoletju se je spreobrnilo v krščanstvo. V ruševinah mesta so prefinjeno izklesane stele iz 3. in 4. stoletja (na sliki obelisk iz Aksuma), kraljeve grobnice, cerkve in kamnite plošče z večjezičnimi napisi.                                                          |
| Dolina ob spodnjem toku reke Avaš      | Reconstruction of the fossil skeleton of "Lucy" the Australopithecus afarensis                  | Afar                                | 1980       | 10; ii, iii, iv (kulturno)       | Območje spodnjega toka reke Avaš je eno najpomembnejših arheoloških najdišč pri proučevanju človeške evolucije. Milijone let so ga naselili zgodnji hominidi in tukaj so odkrili dobro ohranjene fosile. Med najpomembnejšimi najdbami so ostanki Australopithecus afarensis Lucy, odkriti leta 1974 in segajo v preteklost 3,2 milijona let (na sliki odlitek okostja) ter Ardipithecus ramidus Ardi, ki je star 4,4 milijona let.                                                                       |
| Tija                                   | An upright stele with carvings resembling swords. Two stelae in the background.                 | Regionalna država osrednje Etiopije | 1980       | 12; i, iv (kulturno)             | Tija je najbolj reprezentativno od več prazgodovinskih megalitskih najdišč v regiji Sodo. V Tiji je 36 stel, od katerih jih je 33 poravnanih vzdolž osi 45 m. Večina stel je vklesanih s simboli, od katerih nekateri spominjajo na meče. Ker so v bližini odkrili grobnice, se domneva, da imajo stele pogrebni pomen. Starost najdišča še ni natančno določena. |
| Dolina ob spodnjem toku reke Omo       | A view of a lightly muddy river                                                                 | Regionalna država Južne Etiopije    | 1980       | 17; iii, iv (kulturno)           | Območje v bližini Turkanskega jezera s plastmi sedimentov, ki segajo pred 3,5 do enim milijonom let (pliocen in pleistocen), je pomembno arheološko najdišče pri preučevanju človeške evolucije. Na mestu so našli številne ostanke zgodnjih hominidov, vključno s fosili, ki pripadajo rodoma Australopithecus in Homo. Najdenih je bilo tudi nekaj najstarejših kamnitih orodij, ki omogočajo vpogled v razvoj prvih tehničnih dejavnosti.                                                              |
| Utrjeno staro mesto Harar Jugol        | Children under the arched gate in the stone city walls                                          | Harari                              | 2006       | 1189rev; i, ii, iv, v (kulturno) | Mesto Harar je sveto muslimansko mesto s številnimi mošejami in svetišči, nekatera iz 10. stoletja. Mestno obzidje (na sliki) je bilo zgrajeno med 13. in 16. stoletjem, današnja urbanistična zasnova pa je iz 16. stoletja. Arhitektura hiš se razlikuje od arhitekture muslimanskih držav, vendar kaže vpliv obmorskega arabskega sloga. Notranjost je bogato okrašena. Prihod indijskih trgovcev v poznem 19. stoletju je prinesel nov slog, hiše z lesenimi verandami.                               |
| Kulturna krajina ljudstva Konso        | A child and an adult in a village with stone walls and a house with a thatched roof             | Regionalna država Južne Etiopije    | 2011       | 1333rev; iii, v (kulturno)       | Ljudstvo Konso živi na tem območju že več kot 400 let. Za boj proti surovemu in suhemu okolju v visokogorju so ustvarili terase za poljedelstvo, pa tudi kamnite zidove in utrjene vasi za zaščito, kar je povzročilo edinstveno kulturno krajino. Ljudje ohranjajo svojo tradicijo, vključno z klesanjem lesenih antropomorfnih skulptur kot nagrobnih obeležij in so ena zadnjih družb na svetu, ki nadaljuje s prakso postavljanja stel. Na sliki je prizor iz vasi.                                   |
| Narodni park Bale                      | Large lobelia plants in a highland habitat with low vegetation                                  | Oromia                              | 2023       | 111rev; vii, x (naravno)         | Gorovje Bale obsega različne tipe habitatov, vključno s tropskimi gozdovi, oblačnim gozdom, mokrišči in največjim obsegom alpskega habitata nad 3000 m v Afriki. Vulkanska dejavnost in poledenitev v preteklosti sta ustvarila razgibano pokrajino z grebeni, pobočji, dolinami in ledeniškimi jezeri. Območje je dom endemičnih in redkih vrst, vključno z etiopskim volkom, opico Bale, gorsko nialo in osmimi endemičnimi glodavci. Med rastlinami v visokogorju rastejo orjaške lobelije (na sliki). |
| Kulturna krajina Gedeo                 | Several columnar stelae in tropical vegetation                                                  | Regionalna država Južne Etiopije    | 2023       | 1641; iii, v (kulturno)          | Kulturno krajino je oblikovalo ljudstvo Gedeo, ki še naprej živi v skladu s svojimi tradicijami in prepričanji. Gojijo kavo, enset in druge živilske rastline ter izvajajo trajnostno kmetijsko gozdarstvo. Tradicionalni sistem predpisov o rabi zemljišč je omogočil visoko gostoto prebivalstva ob ohranjanju biotske raznovrstnosti območja. Obstajajo številni megalitski ritualni spomeniki, bodisi stele ali v falični obliki (na sliki).                                                          |

## Poskusni seznam
Poleg območij, vpisanih na Seznam svetovne dediščine, lahko države članice vodijo seznam začasnih območij, ki jih lahko upoštevajo pri nominaciji. Nominacije za seznam svetovne dediščine so sprejete le, če je bilo območje predhodno uvrščeno na poskusni seznam. Etiopija ohranja sedem nepremičnin na svojem poskusnem seznamu. Ethiopia maintains seven properties on its tentative list.
| Ime                                                                              | Slika                                                         | Lega (regija) | Leto vpisa | Kriteriji                      | Opis |
| -------------------------------------------------------------------------------- | ------------------------------------------------------------- | ------------- | ---------- | ------------------------------ | --- |
| Versko, kulturno in zgodovinsko območje Dire Šeik Husein                         | A small white shrine in Islamic style                         | Oromia        | 2011       | ii, iii, iv, vi (kulturno)     | Mesto Šeik Husein je pomembno islamsko romarsko mesto za muslimanske skupnosti Afriškega roga in Bližnjega vzhoda. Ime je dobilo po šejku Huseinu (na sliki grobnica), somalskem svetniku iz 13. stoletja iz Merce, ki je na to območje prinesel islam. V mestu so številne mošeje, svetišča, stanovanjske in obredne stavbe. |
| Holka Sof Omar: Naravna in kulturna dediščina (Jame Sof Omarja)                  | A tunnel in a karst cave                                      | Oromia        | 2023       | iii, v, vi, vii, viii (mešano) | Obsežen sistem apnenčastih kraških jam je ustvarila reka Vejib v miocenu, pred 23 do 5 milijoni let. V jamah so številne geomorfološke formacije, vključno z velikimi podzemnimi prostori z apnenčastimi stebri. Jame so povezane s kultom muslimanskega svetnika šejka Sof Omarja Ahmeda, ki je verjetno živel tu v 11. stoletju. Pomembni so tudi za privržence tradicionalnih religij, ki se osredotočajo na čaščenje duhov in kulte duhov. |
| Svete pokrajine Tigraja                                                          | Interior of a rock-hewn church with painted walls and ceiling | Tigraj        | 2018       | ii, iii, iv, v, vi (kulturno)  | Ta nominacija obsega tri skupine s skupno 121 v skalo vklesanimi cerkvami v Gere-alti, Tembienu in Atsbiju. Nekatere cerkve so tudi iz kamna in lesa. Datirajo iz 5. do 14. stoletja, pri čemer je lesena ena najstarejših ohranjenih lesenih konstrukcij, ki so še v uporabi na svetu.So na visokih višinah do 2900 m nad morsko gladino. Najzgodnejše cerkve so povezane z devetimi sirskimi svetniki, ki so ustanovili vrsto samostanov. Notranjost cerkva je okrašena s stenskimi poslikavami, na tiste po 15. stoletju pa je vplivala italijanska renesansa. Na sliki je cerkev Abuna Jemata Guh. |
| Melka Kunture in Balčit                                                          | Three stone chopper tools on black background, museum photo   | Oromia        | 2020       | iii, iv, v, viii (mešano)      | Melka Kunture je veliko arheološko najdišče v visokogorju zgornjega toka reke Avaš. Nanosi, na mestih debeline do 100 m, segajo več kot 1,7 milijona let. Arheologi so odkrili na tisoče kamnitih orodij, pa tudi ostanke Homo erectusa in arhaičnega Homo sapiensa ter ostanke prazgodovinske flore in favne. Kamnito orodje se začne z najzgodnejšimi Oldovanskimi orodji (tri sekači na sliki), nadaljuje z bolj sofisticiranimi Acheulean orodji in konča z orodji iz pozne kamene dobe. Pomemben material za kamnito orodje je bil obsidian, ki so ga pridobivali na bližnjem mestu Balčit.       |
| Kulturna dediščina Jeha                                                          | Ruins of a tall stone building                                | Tigraj        | 2020       | i, ii, iii, iv (kulturno)      | Jeha je bil središče predaksumitske družbe v 1. tisočletju pred našim štetjem. Spomeniki na tem mestu so Veliki tempelj (na sliki) iz 7. stoletja pr. n. št., ki je najstarejša stoječa stavba v podsaharski Afriki, ostanke palače Grat Beal Gebri in dve pokopališči z vklesanimi grobnicami. Ostanki materialne kulture ter kamniti in bronasti napisi pričajo o trgovskih povezavah z Južno Arabijo. Jeha je vplivalo tudi na stavbe Aksuma. |
| Samostani na otoku jezera Tana in sosednja naravna in kulturna dediščina mokrišč | A church with a circular shape with a thatched roof           | Amhara        | 2021       | iii, v, vi, x (mešano)         | Jezero Tana je največje sladkovodno jezero v Etiopiji in izvir Modrega Nila. Območje je bogato z biotsko raznovrstnostjo in dom več endemičnih živalskih in rastlinskih vrst. Bližnji slapovi Modrega Nila so znani po svoji slikoviti lepoti. Samostani na otokih jezera so pomembna središča etiopske pravoslavne cerkve in so bili duhovna in politična središča srednjeveškega etiopskega cesarstva. Na sliki je cerkev Narga Selassie na otoku Dek. |
| Narodni park Simien                                                              | A mountain escarpment with sparse vegetation                  | Amhara        | 2023       | vii, x (naravno)               | To je predlagana razširitev obstoječega območja svetovne dediščine po znatni širitvi narodnega parka leta 2014, ko se je zavarovano območje povečalo za dve tretjini. |